# Waterstones
Waterstones (прежнее название Waterstone's) — британская розничная сеть по продаже книг. Основана в 1982 году Тимом Уотерстоуном, в честь него компания получила своё название.
Первый магазин сети Уотерстоун открыл, воспользовавшись выплатой за своё увольнение из W H Smith. Он выбрал становившийся популярным среди богатых лондонцев район Челси и попытался создать «новую разновидность книжного магазина», в котором покупателям хотелось бы проводить время. Для этого Уотерстоун использовал свои наблюдения и знания, полученные во время командировок в США. В первом Waterstones работали образованные и начитанные сотрудники, а в самом магазине проходили встречи с авторами, готовыми подписать свои книги. Модель, выбранная Уотерстоуном, оказалась успешной — уже через десять лет компания имела более 300 магазинов по всей Британии.
В 1993 году Waterstones была продана W H Smith (англ. W H Smith). Через четыре года Тим Уотерстоун пытался совершить обратную сделку — по покупке всей группы компаний W H Smith, но ему это не удалось.
В 1998 году Waterstones была выкуплена HMV Group (подконтрольна EMI и Advent International (англ. Advent International)) за 300 млн £.
В конце 90-х годов Waterstones открыла свой интернет-магазин, пытаясь конкурировать с американским интернет-ретейлером Amazon. Однако эта борьба была проиграна, и в 2001 году Waterstones.co.uk был продан конкуренту.
В 2006 году HMV Group купила сети Dillons (англ. Dillons) и Ottakar's (англ. Ottakar's), а затем объединила их магазины с сетью Waterstones.
В 2008 году книжная сеть получила приз «Лучший книжный магазин года в Британии».
В дальнейшем Waterstones стала терять свои позиции. Это было связано как с более низкими ценами в онлайн-магазинах, переманивавших клиентов, так и с частой сменой топ-менеджеров компании, которые сопровождались изменениями  стратегических целей. В начале 2011 года HMV Group объявила о закрытии 20 филиалов.
В 2011 году HMV Group выставила сеть на продажу. В мае 2011 года было объявлено о покупке сети A&NN Capital Fund Management, владельцем которой является Александр Мамут, за 53 млн £. Уже в июне сделка была завершена. Генеральным директором стал James Daunt (англ. James Daunt).
В мае 2011 года компания насчитывала 297 магазинов.
По информации газеты The Guardian, в течение 2012 года Мамут инвестировал в филиалы сети миллионы долларов. Программа модернизации магазинов включала не только замену мебели и ковровых покрытий, но и установку бесплатного беспроводного интернета Wi-Fi, реорганизацию отделов и пространственной компоновки. Вместо сетевых кафе Costa и Starbucks, действовавших по франшизе, в книжных Waterstones было создано собственное Cafe W. В компании также отказались от прежнего централизованного подхода. Если раньше во всех магазинах Waterstones закупались примерно одинаковые книги, которые расставлялись по разработанному в головном офисе плану, то сейчас менеджер каждого филиала сам определяет ассортимент и расстановку книг.
В 2012 году Waterstones начинает активно сотрудничать с интернет-магазином Amazon — с октября 2012 года в магазинах сети можно купить планшеты-ридеры Amazon и прямо в магазине подсоединиться к беспроводному интернету, чтобы скачивать электронные книги.
По состоянию на октябрь 2013 года  число магазинов сети сократилось до 275, количество работающих составляло около 4,5 тыс. человек. Самый большой магазин сети расположен в Лондоне на улице Пикадилли — в нём более 150 тыс. книг на 13,5 км книжных полок.
Убытки Waterstones по итогам 2012 года составили $61 млн (против $43 млн в 2011 году). Рост убытков связывают с увеличением расходов на ремонт и реструктуризацию сети.
Waterstones критикуется за стратегию продаж, за подрыв позиций независимых книжных магазинов вследствие значительного снижения цен на книги.
Кроме бренда Waterstones, компания владеет лондонской книжной сетью Hatchards (англ. Hatchards) и ирландским магазином Hodges Figgis (англ. Hodges Figgis). Магазин среднего размера Waterstones имеет ассортимент около 30 000 наименований книг.